# Чернух, Алексей Михайлович
Чернух Алексей Михайлович (1916—1982) — советский патофизиолог, академик АМН СССР (1971), вице-президент Академии медицинских наук СССР (1974—1982), лауреат Государственной премии СССР (1977).
В 1938 году окончил 2-й Ленинградский медицинский институт (ныне Санкт-Петербургская государственная медицинская академия имени И. И. Мечникова), работал научным сотрудником на Уровской научно-исследовательской станции в Читинской области. В 1939—1941 годы аспирант ВИЭМ в Москве. С 1941 по 1945 год заведовал неврологическим отделением больницы в Новокузнецке. В 1945—1954 годы научный сотрудник, ученый секретарь, заместитель директора по научной части Института общей и экспериментальной патологии АМН СССР. В 1954—1957 годы заместитель директора Института нормальной и патологической физиологии АМН СССР. В 1955 году защитил докторскую диссертацию. Профессор (1958). В 1957—1965 годы работал заведующим отделом химиотерапии Института фармакологии и химиотерапии АМН СССР (ныне НИИ фармакологии имени В. В. Закусова РАМН). С 1965 года — директор Института нормальной и патологической физиологии АМН СССР, а после его реорганизации в 1974 году до конца жизни был директором Института общей патологии и патологической физиологии АМН СССР.
Один из инициаторов и непосредственных участников разработки проблемы микроциркуляции, для разрешения которой предложил оригинальные методы прижизненного исследования микрососудов, которые позволили получить принципиально новые данные о структуре и функции микроциркуляторного русла. Исследования А. М. Чернуха внесли существенные изменения в представления об иннервации микрососудов, для которых был обнаружен бессинаптический тип иннервации, показана возможность сокращения эндотелиальных клеток и изменения сосудистой проницаемости под влиянием гистамина, и предложена концепция «функционального элемента» органа, являющегося структурно-физиологической основой сопряжения кровоснабжения, иннервации и метаболизма.

## Основные работы
Автор свыше 300 научных публикаций, в том числе 5 монографий.
- Нервное раздражение в процессе воспаления, дисс., М., 1955;
- Чернух А. М., Кивман Г. Я. Антибиотики группы тетрациклинов. М.: Медгиз, 1962.
- Чернух А. М. Инфекционный очаг воспаления: Вопросы заболевания, выздоровления, лечения. — Медицина, 1965.
- Чернух А. М., Александров П. Н. О тератогенном действии химических (лекарственных) веществ. М.: Медицина, 1969. — 176 с.
- Чернух А. М., Александров П. Н., Алексеев О. В. Микроциркуляция. М.: Медицина, 1975. — 456 с.
- Чернух А. М. Воспаление: Очерки патологии и экспериментальной терапии. М.: Медицина, 1979. — 448 с.